# Ганс Госсфельд
Ганс Госсфельд (нім. Hans Hoßfeld; 23 березня 1912, Нірштайн, Німецька імперія — 19 листопада 1944, Сирве, Естонія) — німецький офіцер, командир наземних частин ВМС, корветтен-капітан крігсмаріне (10 листопада 1944). Кавалер Лицарського хреста Залізного хреста з дубовим листям.

## Біографія
В 1934/35 роках проходив строкову службу у 26-му піхотному полку. Служив митним інспектором. З початком війни призваний на службу як лейтенант резерву, служив у Нідерландах по лінії митниці. З 25 березня 1941 року — заступник районного комісара ВМС у Рендсбурзі. З 29 жовтня 1942 року — референт із сухопутних частин у штабі морського коменданта Кавказу, з 22 січня 1943 року — командир штабної роти. Влітку 1943 року взяв участь у військових діях, а з лютого 1944 року командував зведеним батальйоном морської піхоти в Криму. Відзначився у боях в Севастополі. З липня 1944 року — командир 531-го морського артилерійського дивізіону, дислокованого на островах біля узбережжя Естонії. Загинув у бою від вибуху протитанкової гранати.

## Нагороди
- Залізний хрест
  - 2-го класу (1 вересня 1942)
  - 1-го класу
- Штурмовий піхотний знак в сріблі
- Нагрудний знак «За участь у загальних штурмових атаках» (1944)
- Нагрудний знак ближнього бою в бронзі (1944)
- Нагрудний знак «За поранення» в чорному (травень 1944)
- Німецький хрест в золоті (6 жовтня 1944)
- Лицарський хрест Залізного хреста з дубовим листям
  - лицарський хрест (6 жовтня 1944)
  - дубове листя (№659; 25 листопада 1944, посмертно)